# فتاة من فلسطين (فلم)
فتاة من فلسطين، هو فيلم مصري من إنتاج عام 1948، من إخراج محمود ذو الفقار.

## قصة الفيلم
ضابط طيار مصري يستبسل في الدفاع عن الأرض الفلسطينية ضد العدو الصهيوني، ويحدث ذات غارة جوية أن تسقط طائرته في قرية فلسطينية وتعثر عليه سلمى الفلسطينية مصابًا في قدمه فتستضيفه في منزلها وتعمل على تطيب جراحه مما يقرب بين القلبين المصري والفلسطيني. ثم يتعرض الفيلم لقصص الفدائيين الفلسطينيين اللذين يفضلون الموت على الاحتلال الصهيونى ثم نعرف أن منزل سلمى ما هو إلا مركزًا لسلاح الفدائيين، يعجب الطيار المصري بالفتاة سلمى وشجاعتها حتى يتبادلان الحب ويتزوجان في عرس فلسطيني يغزله الفدائيين بالشكل الشعبي الفلسطيني ويعود الطيار المصري لاستكمال رسالته في الدفاع عن فلسطين.

## الممثلون
- محمود ذو الفقار
- سعاد محمد
- حسن فايق
- زينب صدقي
- صلاح نظمي
- سعيد خليل
- وفاء عادل
- قدرية محمود

## روابط خارجية
- مقالات تستعمل روابط فنية بلا صلة مع ويكي بيانات